# Kiyohiro Hirabayashi
Kiyohiro Hirabayashi (født 4. juni 1984) er en japansk fodboldspiller.
Han har spillet for flere forskellige klubber i sin karriere, herunder Nagoya Grampus Eight, Sagan Tosu, Zweigen Kanazawa og Renofa Yamaguchi FC.